# Шоробура Інна Михайлівна
Інна Михайлівна Шоробура (нар. 17 липня 1970 р., м. Кам'янець-Подільський, Україна) — педагог, науковець, заслужений діяч науки і техніки України, ректор Хмельницької гуманітарно-педагогічної академії (з 2009 р.), доктор педагогічних наук, професор, депутат Хмельницької обласної ради, член-кореспондент НАПН України, президент Хмельницького територіального відділення Малої академії наук, лауреат Хмельницької міської премії імені Богдана Хмельницького.

## Життєпис
Народилася 17 липня 1970 р. в м. Кам'янці-Подільському в родині службовців. 1977—1987 рр. навчалася в ЗОШ № 1 м. Хмельницького. Закінчила школу із золотою медаллю.
1987 р. вступила до Чернівецького державного університету ім. Юрія Федьковича на географічний факультет, який також закінчила з відзнакою.
Після закінчення університету з 1992 р. І. М. Шоробура викладала географію та економіку в загальноосвітніх школах І-ІІІ  ст. № 22 (1992—1997) та № 1 (1997—2001) м. Хмельницького.
2001 р. захистила кандидатську дисертацію на здобуття наукового ступеня кандидата педагогічних наук на тему «Соціалізація старшокласників у процесі вивчення гуманітарних  предметів» і очолила кафедру шкільної педагогіки та психології Хмельницького гуманітарно-педагогічного інституту.
2002 р. — присуджено науковий ступінь кандидата педагогічних наук зі спеціальності «Теорія і методика виховання».
2005 р. — отримала вчене звання доцента кафедри шкільної педагогіки та психології.
З 2006 р. — призначена на посаду проректора з навчальної роботи (згодом — першого проректора) Хмельницької гуманітарно-педагогічної академії.
8 листопада 2007 р. — захист дисертації на здобуття наукового ступеня доктора педагогічних наук на тему «Становлення та розвиток шкільної географічної освіти в Україні (ХІХ-ХХ століття)».
2008 р. — присвоєно науковий ступінь доктора педагогічних наук зі спеціальності «Загальна педагогіка».
Наприкінці 2008 р. І. М. Шоробурі присвоїли вчене звання професора кафедри шкільної педагогіки та психології.
З червня 2009 р. — ректор Хмельницької гуманітарно-педагогічної академії.
З 2010 р. — депутат Хмельницької обласної ради.
2016 р. Інна Шоробура була нагороджена Всеукраїнською премією «Жінка ІІІ тисячоліття» у номінації «Рейтинг».
2019 р. здобула академічне звання: член-кореспондент НАПН України.

## Трудова та наукова діяльність
В 1998 р. Інна Михайлівна стала переможцем міжнародного конкурсу вчителів географії, який відбувся в міжнародному дитячому центрі «Артек».
У 2000 р. І. М. Шоробура  стала переможцем міського та обласного конкурсів «Учитель року» в номінації «Географія». Вона активно працювала над підвищенням рівня викладання предмета в школі, розробила програми роботи гуртків «Юні географи-краєзнавці», «Юні геологи», підготувала навчальний посібник «Цікавий урок географії».
У квітні 2001 р. І. М. Шоробура під керівництвом наукового керівника А. Й. Сиротенка захистила кандидатську дисертацію на здобуття наукового ступеня кандидата педагогічних наук на тему «Соціалізація старшокласників у процесі вивчення гуманітарних  предметів».
За вагомі результати навчально-методичної роботи рішенням колегії МОН України в 2005 р. їй присвоєно вчене звання доцента кафедри шкільної педагогіки та психології.
З 2006 р. І. М. Шоробуру призначили на посаду проректора з навчальної роботи (згодом — першого проректора) Хмельницької гуманітарно-педагогічної академії.
8 листопада 2007 р. — успішний захист дисертації на здобуття наукового ступеня доктора педагогічних наук на тему «Становлення та розвиток шкільної географічної освіти в Україні (ХІХ-ХХ століття)»  Наприкінці 2008 р. Інні Михайлівні присвоїли вчене звання професора кафедри шкільної педагогіки та психології.
3 червня 2009 р. І. М. Шоробура — ректор Хмельницької гуманітарно-педагогічної академії.
Виконуючи посадові обов'язки, І. М. Шоробура розробила дієву програму перспективного розвитку навчального закладу в контексті підвищення якості освіти, рівня навчально-методичного забезпечення, посилення кадрового потенціалу, поліпшення матеріально-технічної бази, виведення академії в число провідних вищих педагогічних навчальних закладів України, підвищення її рейтингу на всеукраїнському та міжнародному рівнях. Прикладом є співпраця вузу з галузевими інституціями Національної академії педагогічних наук України, проведення на надзвичайно високому організаційно-представницькому рівні міжнародних, всеукраїнських, міжвузівських, регіональних науково-практичних конференцій, круглих столів, семінарів.
І. М. Шоробура — член експертної ради Вищої атестаційної комісії МОН, заступник голови спеціалізованої вченої ради в Хмельницькій гуманітарно-педагогічній академії.
Інна Михайлівна — президент Хмельницького територіального відділення Малої академії наук.
З 2009 р. — заступник голови Всеукраїнської олімпіади з географії, член Хмельницької міської організації Національної спілки краєзнавців України.
За період з 2010 по 2020 роки Інна Михайлівна створила наукову школу, має 14 аспірантів.
Впродовж 1999—2020 рр. за її авторством вийшло друком понад  400 різноманітних наукових та навчально-методичних праць. З-поміж них варто виокремити 6 монографій, 30 навчально-методичних посібники, 11 науково-популярних видань, понад 300 статей у збірниках наукових праць, матеріалах конференцій. Вагомий внесок як учений вона зробила в дослідження історії української географічної освіти, як викладач-методист  -  у дослідження педагогічного менеджменту, загальні проблеми дидактики, основи педагогічної майстерності.

## Родина
Педагогічна династія нараховує чотири покоління. Дідусь та мама були директорами шкіл. Чоловік — учитель. Донька — Олеся, аспірантка Київського національного університету ім. Т. Г. Шевченка. Онуки — Михайло та Олександра.

## Нагороди
- нагрудний знак «Відмінник освіти України»,
- грамота Міністерства освіти за краєзнавчу роботу,
- грамота Хмельницької гуманітарно-педагогічної академії зв'язку з 85-річчям закладу,
- почесна грамота Міністерства освіти і науки,
- нагрудний знак «За наукові досягнення»,
- почесна грамота міського голови,
- лауреат міської премії ім. Б. Хмельницького,
- почесна грамота Управління освіти і науки Хмельницької обласної держадміністрації,
- почесна грамота Національної академії педагогічних наук України,
- нагрудний знак «В. О. Сухомлинський»,
- медаль М. М. Дарманського «За наполегливість у науці»,
- медаль Національної академії педагогічних наук України "К. Д. Ушинський ",[11]
- Указом Президента України присвоєно почесне звання «Заслужений діяч науки і техніки України»,
- академічне звання: член-кореспондент НАПН України.[4][5]
- переможниця в номінації «Рейтинг» Усеукраїнського конкурсу «Жінка III тисячоліття» [12]

## Публікації про І.М.Шоробуру
1. [Про І. М. Шоробуру]. Літопис сучасної освіти і науки України: «Інститут педагогіки НАПН України: 90 років історії звершень» / редкол.: Ю. А. Шеремета (голов. ред.) [та ін.]. Київ: Альфа-Віта, 2016. С. 68.
2. [Шоробура Інна Михайлівна]. Лауреати міської премії імені Богдана Хмельницького у галузі історії, культури, мистецтва (1994—2013 роки): біобібліограф. довідник до 20-річчя з часу заснування премії. Хмельницький: Сторожук О. В., 2014. С. 65.
3. Гостинна Д. Знакові віхи поступу в освіті, науці та культурі. Подільські вісті. 2012. 9 жовт. (№ 149—150). С. 3.
4. Зданевич Л. В., Фільваркова О. І. Окриленість її душі (штрихи до портрета І. М. Шоробури). Духовні витоки Поділля: жінки в історії краю: матеріали Всеукр. наук.-практ. конф. (м. Хмельницький, 1 берез. 2012 р.). Хмельницький: ПП Заколодний М. І., 2012. С. 199—205.
5. Інна Михайлівна Шоробура: біобібліографічний покажчик / упоряд. Л. В. Дитинник. Хмельницький: РВВ ХГПА, 2010. 32 с. (Серія «Бібліографія вчених Хмельницької гуманітарно-педагогічної академії»; вип. 3).
6. Інна Михайлівна Шоробура: біобібліографічний покажчик / упоряд. Л. В. Дитинник. 2-ге вид., допов. Хмельницький: ХГПА, Бібліотека, 2015. 94 с. (Серія «Бібліографія вчених Хмельницької гуманітарно-педагогічної академії»; вип. 6).
7. Інна Михайлівна Шоробура. Успішна жінка у політиці, бізнесі, юриспруденції, медицині, науці, культурі, громадському житті. Київ: Статус-Україна, 2018. Вип ІХ. С. 134—135.
8. Інна Шоробура — науковець, публіцист. Хмельницький в іменах: прозаїки, поети, журналісти: біобібліограф. довідник / уклад.: В. Дмитрик, Є.Семенюк. Хмельницький: Вид-во Алли Цюпак, 2006. С. 151.
9. Мовчан А. Ректор Хмельницької гуманітарно-педагогічної академії: «Навчати інших — престижно і благородно». Теленавігатор. 2013. 12 верес. (№ 37).
10. Разуваєв В. Відкрився новий Університет громадських лідерів. Проскурів. 2014. 18 груд. (№ 52). С. 5.
11. Слободянюк Т. В академію, на ярмарок, за… вчителями. Подільські вісті. 2012. 6 берез. (№ 33-34). С. 1.
12. Телячий Ю. В. І. М. Шоробура — науковець, педагог-управлінець. Інна Михайлівна Шоробура: біобібліограф. покажчик / упоряд. Л. В. Дитинник. Хмельницький: РВВ ХГПА, 2010. С. 5–10. (Серія «Бібліографія вчених Хмельницької гуманітарно-педагогічної академії»; вип. 3).
13. Фільваркова О. І. Інна Михайлівна Шоробура. Хмельницька гуманітарно-педагогічна академія в особах. Хмельницький: ПП Мельник А. А., 2006. Т 1. С. 332—337.
14. Хазанович І. Вчитель у часі, вчитель у просторі — життєвому, людському — є вічним. Пульс. 2010. 21 січ. С. 2: фот.

## Основні праці І.М.Шоробури
1. Актуальні проблеми розвитку вищої освіти в Україні у контексті Болонського процесу / В. Є. Берека, І. М. Шоробура. Хмельницький: Вид-во ХГПА, 2007. 175 с.
2. Актуальні проблеми управління освітою / В. Є. Берека, І. М. Шоробура. Хмельницький: Вид-во ХГПА, 2006. 147 с.
3. Від творчого пошуку до педагогічних інновацій: навч. посіб. / І. М. Шоробура, А. А. Григор'єва. Хмельницький: Вид-во ХГПА, 2011. 205 с.
4. Геологія у шкільному курсі географії та позашкільному краєзнавстві / І. М. Шоробура. Хмельницький: Вид-во ХГПІ, 2004. 25 с.
5. Дидактика: курс лекцій / І. М. Шоробура, О. Л. Шквир. Хмельницький: Вид-во ХГПІ, 2005. 90 с.
6. Дитячий садок-школа: актуальні проблеми наступності: монографія / Н. В. Лисенко, І. М. Шоробура, Л. С. Пісоцька [та ін.]; за ред. Н. Лисенко. 3-тє вид., переробл. та допов. Київ: Видавн. дім «Слово», 2014. 472 с.
7. Загальні основи педагогіки: курс лекцій / І. М. Шоробура, О. Л. Шквир. Хмельницький: Вид-во ХГПІ, 2005. 92 с.
8. Загальноосвітні школи-інтернати: навч.-метод. аспект: метод. посіб. / В. Д. Гаврішко, В. І. Очеретянко, І. М. Шоробура, Л. А. Машкіна. Хмельницький: Вид-во ХГПА, 2012. 216 с.
9. Козаком я мрію бути: навч.-метод. посіб. / В. Є. Берека, І. М. Шоробура. Кам'янець-Подільський: Абетка, 2004. 396 с.
10. Козацько-лицарське виховання в навчальних закладах: навч.-метод. посіб. / В. Є. Берека, Л. В. Буймістер, І. М. Шоробура. Хмельницький: ПП Заколодний М. І., 2015. 341 с.
11. Контроль за викладанням географії та основ економіки в школі: навч.-метод. посіб. / І. М. Шоробура. Хмельницький: Вид-во ХГПІ, 2001. 48 с.
12. Менеджмент вищої освіти: навч. посіб. / І. М. Шоробура, Є. В. Долинський, О. О. Долинська. Хмельницький: ПП Заколодний М. І., 2015. 259 с.
13. Менеджмент: навч. посіб. / І. М. Шоробура. Хмельницький: ПП Цюпак, 2014. 318 с.
14. Місце геології у шкільному курсі географії та позашкільному краєзнавстві / І. М. Шоробура. Хмельницький: Вид-во ХПУ, 1999. 23 с.
15. Наступність дошкільного навчального закладу і початкової школи у вихованні дітей: навч.-метод. посіб. / В. І. Кононенко, Н. В. Лисенко, І. М. Шоробура [та ін.]; за ред. Н. Лисенко. Київ: Видавн. дім «Слово», 2012. 296 с.
16. Організаційно-методичні засади виховної роботи в літніх оздоровчих таборах: метод. посіб. / В. Д. Гаврішко, І. М. Шоробура, Л. А. Машкіна, Н. В. Казакова. Хмельницький: Вид-во ХГПА, 2011. 255 с
17. Організація виховної роботи в літніх таборах з денним перебуванням: метод. посіб. / В. Д. Гаврішко, В. І. Очеретянко, І. М. Шоробура, Л. А. Машкіна, Н. В. Казакова. Хмельницький: Вид-во ХГПА, 2013. 237 с.
18. Основи педагогічного менеджменту та технології прийняття управлінських рішень / І. М. Шоробура. Хмельницький: Вид-во ХГПІ, 2004. 30 с.
19. Педагогічний менеджмент / І. М. Шоробура. Хмельницький: Вид-во ХГПА, 2008. 95 с.
20. Педагогічний менеджмент: курс лекцій / І. М. Шоробура. Кам'янець-Подільський: Видавець Зволейко Д. Г., 2010. 192 с.
21. Педагогічний менеджмент: семінар. заняття / І. М. Шоробура. Хмельницький: Вид-во ХГПА, 2010. 67 с.
22. Підготовка майбутніх фахівців до освітньої діяльності в дошкільному навчальному закладі: монографія / Л. В. Зданевич, Н. В. Казакова, Л. А. Машкіна, О. М. Новак, Л. О. Онофрійчук, Л. С. Пісоцька, М. С. Савченко, О. О. Сас, І. М. Шоробура; за заг. ред. Л. В. Зданевич. Хмельницький: Вид-во ХГПА, 2015. 520 с.
23. Практикум з менеджменту / І. М. Шоробура, О. О. Долинська, Хмельницький: ФОП Цюпак А. А., 2017. 286 с.
24. Практичний курс з педагогічного менеджменту / І. М. Шоробура. Хмельницький: Вид-во ХГПА, 2010. 64 с.
25. Природа на службі людини / І. М. Шоробура, В. П. Осадчий. Хмельницький: [б.в.], 2004. 326 с.
26. Рідний край. Хмельниччина / Т. Г. Гільберг, І. М. Шоробура, О. О. Долинська. Хмельницький: Видавець ФОП Цюпак А. А., 2013. 178 с.
27. Світові тенденції розвитку шкільної географічної освіти: монографія / І. М. Шоробура. Кам'янець-Подільський: Видавець Зволейко Д. Г., 2009. 142 с.
28. Становлення та розвиток шкільної географічної освіти в Україні (XIX—XX століття) / І. М. Шоробура. Хмельницький: Вид-во ХГПА, 2008. 445 с.
29. Теоретико-методологічні та практичні проблеми соціалізації старшокласників: навч.-метод. посіб. / І. М. Шоробура. Хмельницький: Вид-во ХГПІ, 2000. 58 с.
30. Тренінги з освітнього менеджменту: навч. посіб. Хмельницький: ФОП Мельник А. А., 2018. 242 с.
31. Університетська освіта: навч. посіб. / Н. Л. Козак, І. М. Шоробура. Львів: «Новий Світ-2000», 2010. 180 с.
32. Управлінські рішення: зарубіжний досвід: навч. посіб. Хмельницький: ФОП Мельник А. А., 2018. 349 с.
33. Хмельниччина: туристичний потенціал: наук. вид. / І. М. Шоробура, Т. Г. Гільберг, О. О. Долинська. Хмельницький: Видавець ФОП Заколодний М. І., 2016. 281 с.
34. Шкільна географічна освіта в Україні: історія, проблеми, перспективи: монографія / І. М. Шоробура. Кам'янець-Подільський: Абетка, 2006. 348 с.
35. Шкільна географічна освіта: історія, проблеми, перспективи: монографія / І. М. Шоробура. Кам'янець-Подільський: Абетка, 2005. 350 с.